# Арутюнян Сурен Гургенович
Сурен Гургенович Арутюнян (5 вересня 1939 , Тбілісі  — 1 березня 2019 , Москва ) — вірменський державний і партійний діяч, дипломат. Депутат Верховної Ради Вірменської РСР (1967—1971, 1985—1991). Народний депутат СРСР (1989—1991). Кандидат філософських наук (1979), доктор наук в галузі інформаційних технологій. 

## Життєпис
Народився в родині службовця. Батько здобув спеціальність ветеринара, працював заступником міністра сільського господарства Вірменської РСР по тваринництву і начальником ветеринарного управління Міністерства сільського господарства Вірменської РСР. Мати була за національністю росіянкою. З 1946 року родина проживала в Єревані.
Закінчив середню школу. У 1954 році вступив до комсомолу.
У 1956—1961 роках навчався на зоотехнічному факультеті Єреванського зооветеринарного інституту, вчений-зооветеринар.
Член КПРС з 1961 року.
У 1961—1962 роках — зоотехнік-інспектор Мхчянського державного племінного розплідника Арташатського району Вірменської РСР.
З вересня 1962 по липень 1963 року — інструктор відділу сільських комсомольських організацій ЦК ЛКСМ Вірменії.
У липні 1963 — січні 1965 року — інструктор відділу сільських комсомольських організацій ЦК ВЛКСМ по союзних республіках у Москві.
З січня по вересень 1965 року — інструктор відділу комсомольських органів ЦК ВЛКСМ по союзних республіках, відповідальний організатор відділу комсомольських органів ЦК ВЛКСМ по союзних республіках.
24 вересня 1965 — 30 вересня 1967 року — 2-й секретар ЦК ЛКСМ Вірменії.
30 вересня 1967 — травень 1970 року — 1-й секретар ЦК ЛКСМ Вірменії.
У травні 1970 — квітні 1978 року — секретар ЦК ВЛКСМ у Москві.
З квітня 1978 по 1981 рік — консультант, з 1981 по січень 1986 року — завідувач сектору масово-політичної роботи відділу пропаганди ЦК КПРС.
22 січня 1986 — 9 червня 1988 року — перший заступник голови Ради міністрів Вірменської РСР.
21 травня 1988 — 5 квітня 1990 року — перший секретар ЦК КП Вірменської РСР.
З квітня по листопад 1990 року навчався в групі цільової підготовки курсів із перепідготовки керівних дипломатичних кадрів Дипломатичної академії МЗС СРСР.
З грудня 1990 по березень 1993 року — генеральний консул СРСР, а потім Російської Федерації в місті Касабланці (Марокко).
У вересні 1993 — березні 1999 року — головний радник департаменту Міністерства закордонних справ Російської Федерації у зв'язках із парламентом, суспільно-політичними організаціями і суб'єктами федерації РФ. Мав ранги надзвичайного та повноважного посланця першого класу СРСР і надзвичайного та повноважного посланця першого класу Російської Федерації.
1 березня 1999 — червень 2006 року — надзвичайний і повноважний посол Вірменії в Білорусі.
Похований у Пантеоні імені Комітаса в Єревані.

## Нагороди
- орден Дружби народів (1980)
- два ордени «Знак Пошани»
- медалі